# 일변일국
일변일국(一邊一國, 중국어: 一边一国 니볜니궈[*])은 천수이볜 전 중화민국 총통이 제시한 정치적 개념으로 타이완과 중화인민공화국은 서로 다른 나라라는 개념이다. 민주진보당을 중심으로 하는 범록연맹에서 널리 지지를 받고 있다.
2002년 8월 2일에 일본 도쿄에서 열린 세계 타이완 동향 연합회(世界臺灣同鄉會聯合會) 연회에 참석한 천수이볜이 "중국과 타이완은 타이완 해협을 사이에 두고 있는 서로 다른 나라"라고 주장하면서 처음으로 등장했다. 이에 대해 타이완의 독립을 반대하는 범람연맹은 하나의 중국 정책에 대한 도전, 양안 관계에 긴장을 초래하는 행동이라고 비판했다.
행정원 대륙위원회는 2000년에 천수이볜이 총통으로 취임했을 때 발표한 사불일몰유 정책과 일변일국은 모순되지 않는다는 견해를 전달했다. 또한 천수이볜은 일변일국 외에 "주권 대등론"을 주장했다.

## 같이 보기
- 사요일몰유
- 두 개의 중국